# Željko Ivanek
Željko Ivanek, född 15 augusti 1957 i Ljubljana i dåvarande SFR Jugoslavien (i nuvarande Slovenien), är en slovensk skådespelare.
Han är känd för sina roller i TV-serierna Uppdrag: mord (som åklagaren Ed Danvers), Oz (guvernör James Devlin) och 24 (Andre Drazen).

## Filmografi roller
- 1982 – Tex
- 1987 – St. Elsewhere (TV-serie) (1 avsnitt)
- 1990 – Lagens änglar (TV-serie) (1 avsnitt)
- 1992 – Den inre kretsen
- 1993 – I lagens namn (TV-serie) (1 avsnitt)
- 1993-1999 – Uppdrag: mord (37 avsnitt)
- 1994 – Arkiv X (TV-serie) (1 avsnitt)
- 1996 – Den vita stormen
- 1996 – En värsting på Wall Street
- 1996 – I sanningens namn
- 1996 – Oändlig kärlek
- 1997 – Advokaterna (TV-serie) (1 avsnitt)
- 1997 – Ally McBeal (TV-serie) (1 avsnitt)
- 1997 – Donnie Brasco
- 1997 – Frasier (TV-serie) (1 avsnitt)
- 1997 – I lagens namn (TV-serie) (1 avsnitt)
- 1997 – Millennium (1 avsnitt)
- 1997–2003 – Oz (TV-serie) (27 avsnitt)
- 1998 – A Civil Action
- 1998 – Från jorden till månen (TV-serie) (1 avsnitt)
- 1998 – The Rat Pack (TV-film)
- 1999 – I lagens namn (TV-serie) (1 avsnitt)
- 1999 – Snö faller på cederträden
- 2000 – Cityakuten (1 avsnitt)
- 2000 – Dancer in the Dark
- 2001 – Black Hawk Down
- 2001 – Hannibal
- 2002 – Unfaithful
- 2002 – 24 (TV-serie) (15 avsnitt)
- 2003 – Dogville
- 2003 – Vita huset (TV-serie) (2 avsnitt)
- 2004 – I ondskans närhet (TV-serie) (1 avsnitt)
- 2004 – Lagens änglar (TV-serie) (1 avsnitt)
- 2004 – The Manchurian Candidate
- 2005 – CSI: Crime Scene Investigation (1 avsnitt)
- 2005 – Manderlay
- 2005 – På spaning i New York (TV-serie) (1 avsnitt)
- 2006 – Bluffen
- 2006 – Bones (TV-serie) (1 avsnitt)
- 2006 – Law & Order: Special Victims Unit (TV-serie) (1 avsnitt)
- 2006 – Shark (TV-serie) (2 avsnitt)
- 2007 – Die Hard 4.0
- 2007–2010 – Damages (TV-serie) (16 avsnitt)
- 2007 – Lost (TV-serie) (1 avsnitt)
- 2008 – House (TV-serie) (1 avsnitt)
- 2008 – In Bruges
- 2008 – John Adams (TV-serie) (2 avsnitt)
- 2008 – Numb3rs (TV-serie) (1 avsnitt)
- 2008–2010 – True Blood (TV-serie) (5 avsnitt)
- 2009–2010 – Big Love (TV-serie) (12 avsnitt)
- 2009 – Heroes (TV-serie) (13 avsnitt)
- 2010–2011 – The Event (TV-serie) (22 avsnitt)
- 2012 – Argo
- 2012 – The Bourne Legacy
- 2012 – The Words
- 2013 – White Collar (TV-serie) (1 avsnitt)
- 2014 – Banshee (TV-serie) (3 avsnitt)
- 2014–2019 – Madam Secretary (TV-serie) (102 avsnitt)
- 2014–2015 – Suits (TV-serie) (4 avsnitt)
- 2014 – The Americans (TV-serie) (1 avsnitt)
- 2016 – X-Men: Apocalypse
- 2017 – Three Billboards Outside Ebbing, Missouri
- 2023 – The Walking Dead: Dead City (TV-serie) (6 avsnitt)
- 2025 – Death by Lightning (TV-serie)